# SN 1960H
SN 1960H – supernowa typu Ia-pec odkryta 18 czerwca 1960 roku w galaktyce NGC 4096. W momencie odkrycia miała maksymalną jasność 14,50m.